# Карнаватка (Кривой Рог)

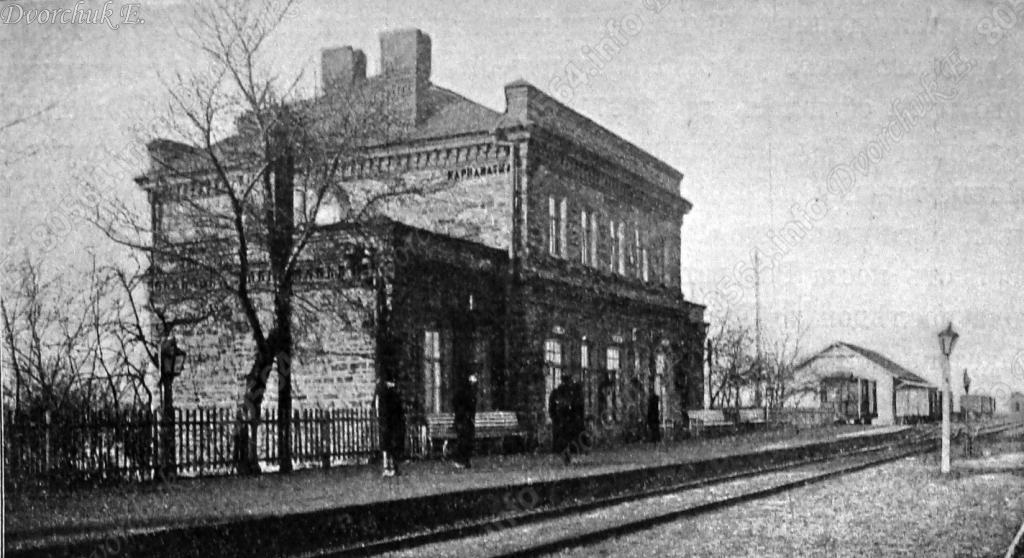
Здание железнодорожной станции Карнаватка

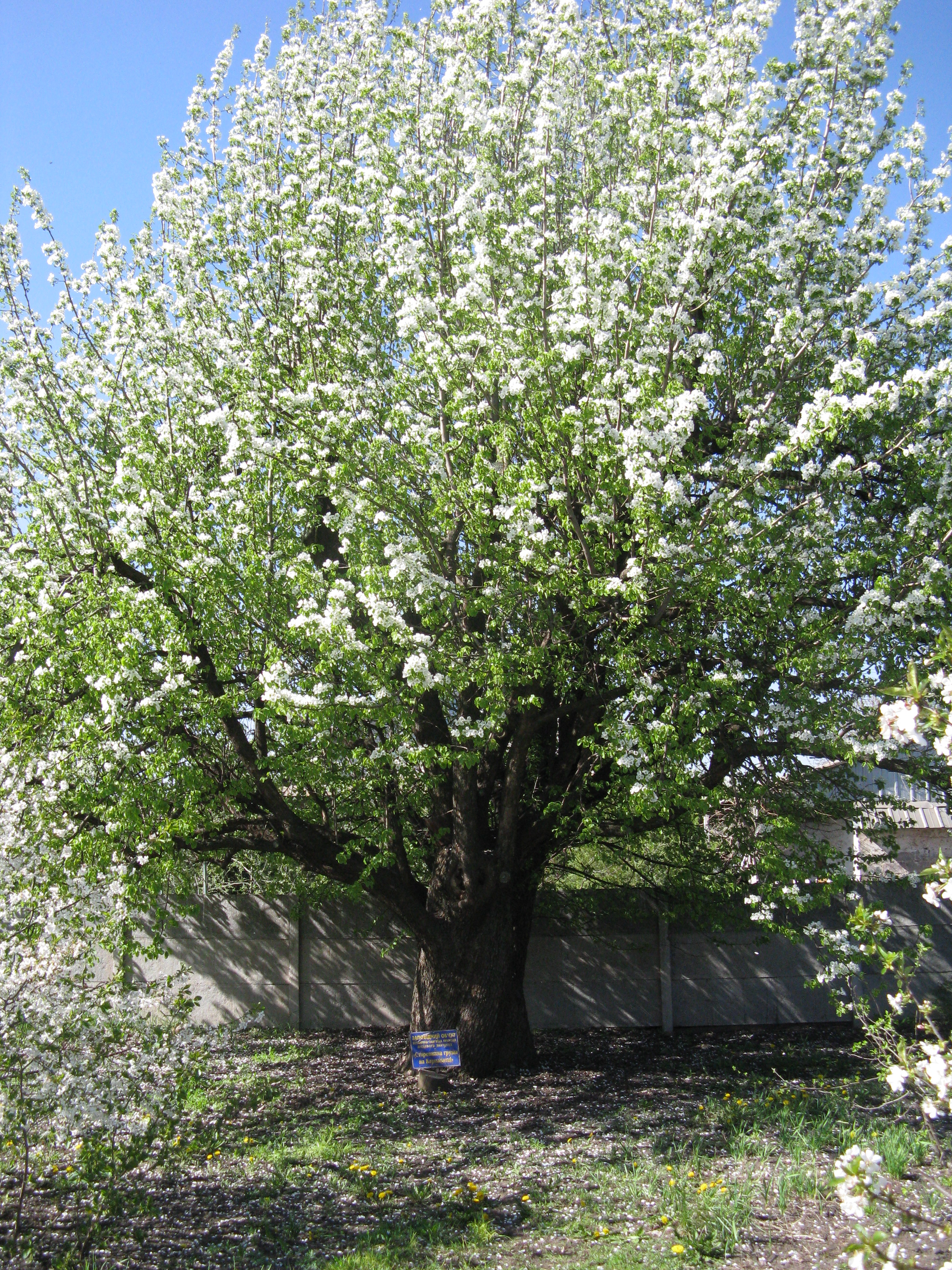
Старинная груша на Карнаватке

Карнава́тка (укр. Карнава́тка) — район к северу от исторического центра Кривого Рога в Центрально-Городском районе города, расположенный на правом берегу реки Саксагань.

## История
Своё развитие она начала в 1860-х годах как небольшое село. Относилась к Верхнеднепровскому уезду Екатеринославской губернии. Карнаватка начала активно развиваться с момента строительства железнодорожной станции в 1884 году. Это событие открыло новые горизонты для торговли и транспортировки грузов, превращая посёлок в важный транспортный узел региона.
В 1888 году была построена Покровская церковь.
Уже к началу XX века в Карнаватке проживало около 350 железнодорожников, что свидетельствует о её активном развитии. 
Землю под застройку нередко захватывали без разрешения властей, и именно поэтому посёлок приобрёл неофициальное название «Нахаловка».
В 1915 году был построен общественный дом, принадлежавший обществу трезвости, также проводились ярмарки и базары, что способствовало развитию местной экономики.
В 1941 году, в ходе Великой Отечественной войны, Карнаватка была оккупирована немецко-фашистскими войсками. На протяжении оккупации, которая продлилась до 1944 года, местное население подвергалось жестоким репрессиям, и принудительным работам. Немецкая администрация эксплуатировала природные богатства региона для нужд военной промышленности. Освобождение Карнаватки от оккупантов произошло в 1944 году, когда Красная армия освободила Кривой Рог и прилегающие районы.
Формирование улиц происходило в 1930-х и 1950—1970-х годах.

## Характеристика
Жилой массив в северной части Центрально-Городского района Кривого Рога на правом берегу реки Саксагань. Граничит с жилым массивом Смычка на западе. На востоке примыкает к зоне разработки залежей Криворожского железорудного бассейна.
Состоит из 80 улиц, на которых проживает 8930 человек. Имеет развитую социально-бытовую инфраструктуру. Площадь 15 тысяч га.

## Грунтовые оползни на Карнаватке
Карнаватка находится вблизи закрытых рудников Кирова и Дзержинского. Интенсивная добыча железной руды в районе Карнаватки привела к значительной просадке земли, что стало причиной постепенного разрушения местных домов. С 1970-х годов начался процесс переселения жителей в связи с ухудшающейся ситуацией. Для предотвращения подтопления центральных районов Кривого Рога предприятие «Кривбассгидрозащита» приступило к откачке воды. Масштабное переселение жителей Карнаватки было организовано в 2004 году при содействии предприятия «Кривбассшахтозакрытие».